# Markgräflerland
Il Markgräflerland è una regione del Baden-Württemberg all'estremo sud-ovest della Germania; confina a ovest con la Francia e a sud con la Svizzera.
La genesi storica del nome risale all'8 settembre 1444 e consegue all'unificazione della signoria di Rötteln e del langraviato di Sausenburg. La regione era possedimento de margravi di Hachberg-Sausenberg, un ramo cadetto della casa di Baden, e, dopo la loro estinzione, dei margravi di Baden, indi di Baden-Durlach.
Nel 1556 il Markgräflerland fu toccato dalla Riforma, che lo rese un'isola protestante nell'altrimenti cattolica Austria Anteriore.

## Geografia
Nell'uso tedesco corrente, il concetto di Markgräflerland si riferisce in particolare al territorio dell'Alto Reno con i vigneti a sud di Friburgo in Brisgovia e fino a Basilea. Storicamente, il confine settentrionale corre circa 20 km a sud di Friburgo, più o meno sulla linea Heitersheim-Sulzburg lungo il corso del Sulzbach. Gli altri confini sono formati con la Svizzera a sud dal confine di Stato presso Kleinbasel, con l'Alsazia a ovest dal Reno, a est dalla Foresta Nera con il monte Blauen, massima cima della regione (1 165 m).
Appartengono quindi al Markgräflerland soprattutto le propaggini sudoccidentali della Foresta Nera, come la valle della Kander e la bassa e media valle della Wiese: dove quest'ultima si apre sull'alta valle del Reno, si incontra Lörrach, la maggiore città del Markgräflerland, anche indicata come il suo «capoluogo». 14 km entro la valle della Wiese è situata Schopfheim, la città più antica. Il Markgräflerland appartiene dunque in massima parte al circondario di Lörrach; a nord di Auggen entra però in Brisgovia-Alta Foresta Nera. I principali corsi d'acqua sono la Wiese, la Kander e il Klemmbach.

## Cultura e tradizioni
Una specialità culinaria è il Winzerschnitten del Markgräflerland.

### Viticoltura

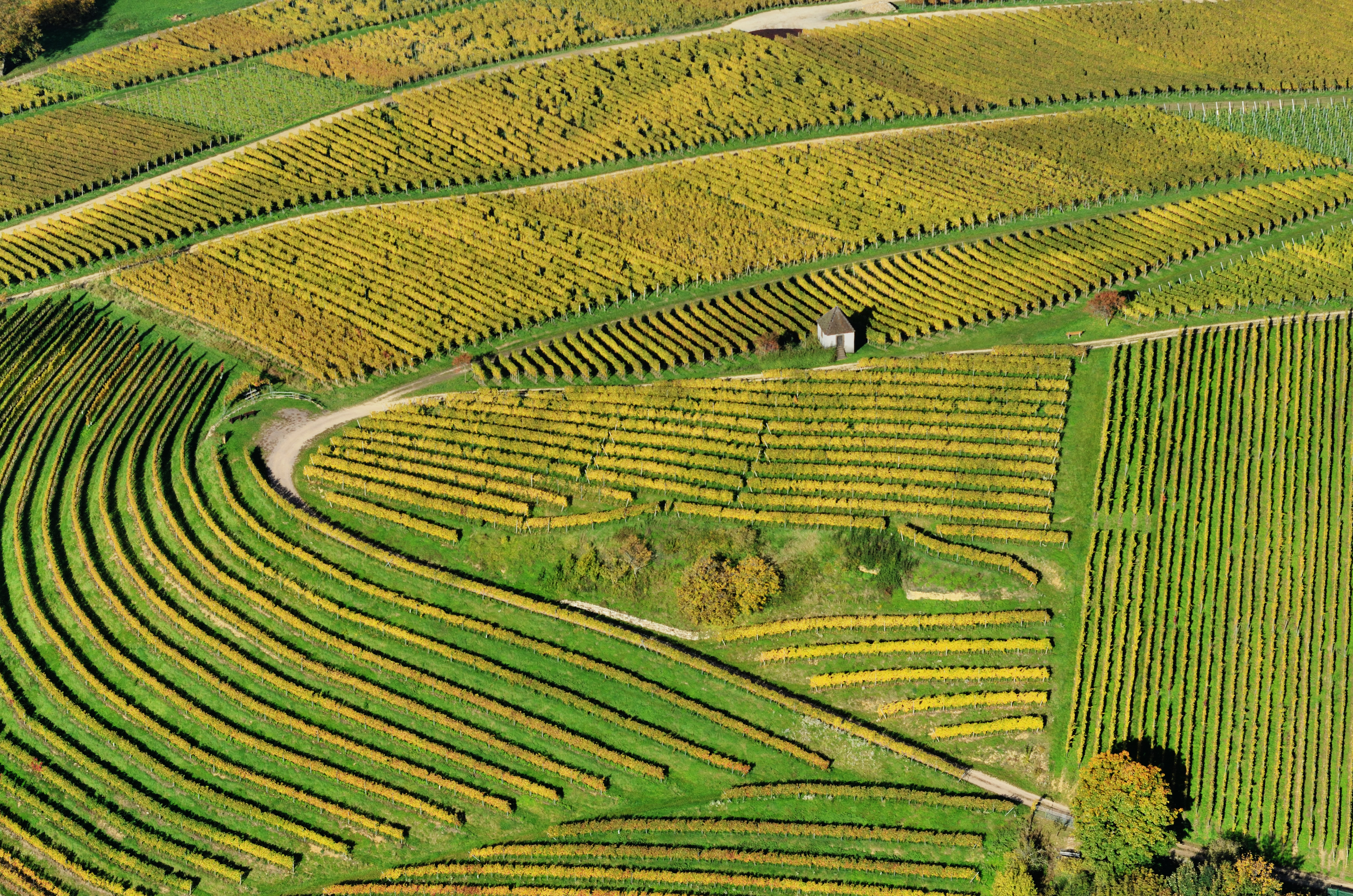
Vigneti del Markgräflerland.

La regione è conosciuta per i suoi vigneti. Un vitigno unico è l'uva Gutedel, noto anche come Chasselas.
La regione è spesso chiamata dai tedeschi la Toscana della Germania, denominazione dovuta in parte al suo clima, mite rispetto al resto del paese.